# Sint-Christoffelkerk (Scheldewindeke)
De Sint-Christoffelkerk te Scheldewindeke in de Belgische provincie Oost-Vlaanderen, is een rooms-katholieke basilicale kruiskerk, genoemd naar Sint-Christoffel. Hij is naar het oosten gericht en wordt ingesloten tussen het Marktplein, de Marktwegel en het kerkhof.

## Architectuur
De oorspronkelijke eenbeukige kerk, opgericht in de 12-de of de 13-de eeuw, was gebouwd in de romaanse stijl. De verbouwingen die plaatsvonden vanaf de 13-de eeuw, gebeurden in de gotische en later in de neogotische stijl. Zo werden de oorspronkelijke ronde romaanse vensters in het koor dicht gemaakt, en vervangen door smalle hoge gotische vensters. De uitbreiding van het schip met twee zijbeuken door architect August van Assche gebeurde volgens de neogotische bouwtrant. De huidige kerk omvat een koor, middenbeuk, twee zijbeuken, en een kruisbeuk, een vieringtoren, een sacristie, doopkapel en een bijgebouw.
Van het gotische polychroom geschilderde interieur is heden ten dage niet veel overgebleven. De binnenmuren zijn thans harmonieus wit bepleisterd en geschilderd.

## Geschiedenis
De oorsprong van de kerk gaat zeer ver terug in het verleden. Vermoedelijk is zij ontstaan uit een eigenkerk, die op haar beurt gegroeid is uit een kapel opgericht door de Heren van Windeke. Het oudste gedeelte, met name het koor, dateert nog uit de beginperiode. De kruisbeuk werd toegevoegd in de 14-de eeuw. De aanvankelijke vieringtoren die kleiner was dan de huidige, werd bij de aanvang van de bouw wellicht niet voltooid. Uit de kerkrekeningen blijkt immers dat de octogonale klokkenkamer in 1699 op deze toren werd geconstrueerd, en naderhand bekroond werd met een spits, bekleed met schaliën. Aan de zuidelijke kant van het koor werd omstreeks 1755 de sacristie gebouwd, en vanaf 1756 volgden er grote herstellingen. Ingevolge de uitbreiding van de bevolking in de vroegmoderne tijd, werd sedert 1830 een vergroting overwogen. Architect August Van Assche uit Gent (° Gent 26-07-1826, † Gent 24-02-1907) bouwde in 1877, volgens plannen uit 1868, de twee zijbeuken en paste de middenbeuk aan. In 1902 werden nog enkele bijgebouwen (onder meer de doopkapel) opgetrokken in ruw gekapte grijze natuursteen, en de toren werd andermaal vergroot.
Op kerkbestuurlijk gebied, ressorteerde de parochie aanvankelijk onder het Onze-Lieve-Vrouwekapittel van het oude bisdom Kamerijk, maar in 1559 moest dit bisdom ingevolge een pauselijke bul het bestuur van de Nederlandstalige gebieden afstaan. Dit leidde ertoe dat de Sint-Christoffelkerk van Scheldewindeke, met ingang van dat jaar, naar het aartsbisdom Mechelen overging. Nog later -sedert 1801- werd de parochie ingedeeld bij het bisdom Gent.

## Interieur

### Koor
Omstreeks 1764 werd het koor verfraaid met een houten lambrisering geplaatst door Bernaard De Langhe. Een belangrijke blikvanger, is het stenen hoofdaltaar van 1875 in neogotische stijl. Het centraal gedeelte van dit gebeeldhouwd meubel verbeeldt de kruisiging op de kalvarieberg. Een tweede opmerkelijk element is het gekleed beeld van Onze Lieve Vrouw dat nabij de toegang tot de sacristie is opgesteld. Het neogotisch koorgestoelte, links en rechts in het koor, is vervaardigd uit eikenhout en werd getimmerd in de 19-de eeuw. In tegenstelling tot wat in het merendeel der kerken gangbaar is, staat het orgel niet achteraan opgesteld maar wel aan de noordelijke kant van het koor. Reeds bij de aanvang van de 18-de eeuw werd in de kerkrekeningen gewag gemaakt van een orgel.

### Kruisbeuk
In de kruisbeuk treft men -net onder het gewelf- de obiïten aan van overleden telgen van de adellijke familie Vergauwen.
De volgende vier rouwborden herinneren aan deze verwanten:
- ° 08-02-1801, †12-07-1881: Franz Vergauwen[1], voormalig burgemeester van Scheldewindeke. Was eveneens volksvertegenwoordiger en senator in het Belgisch Parlement;
- ° 02-01-1814, †02-01-1900: Adèle Manderbach (echtgenote Franz Vergauwen);
- ° 09-03-1847, †05-06-1915: Ernest Vergauwen (eveneens voormalig burgemeester van Scheldewindeke), zoon van eerstgenoemde Franz Vergauwen;
- ° 28-06-1850, †22-11-1898: Isabelle Veranneman de Watervliet (echtgenote Ernest Vergauwen).

### Schip
Het schip is overwelfd met een houten spitstongewelf. Deels in de rechterzijbeuk gebouwd, treft men een fraaie houten preekstoel aan, die in de 19-de eeuw gemaakt werd. Op de kuip ziet men onder de vorm van bas-reliëfs voorstellingen van evangelisten.

### Linkerzijbeuk

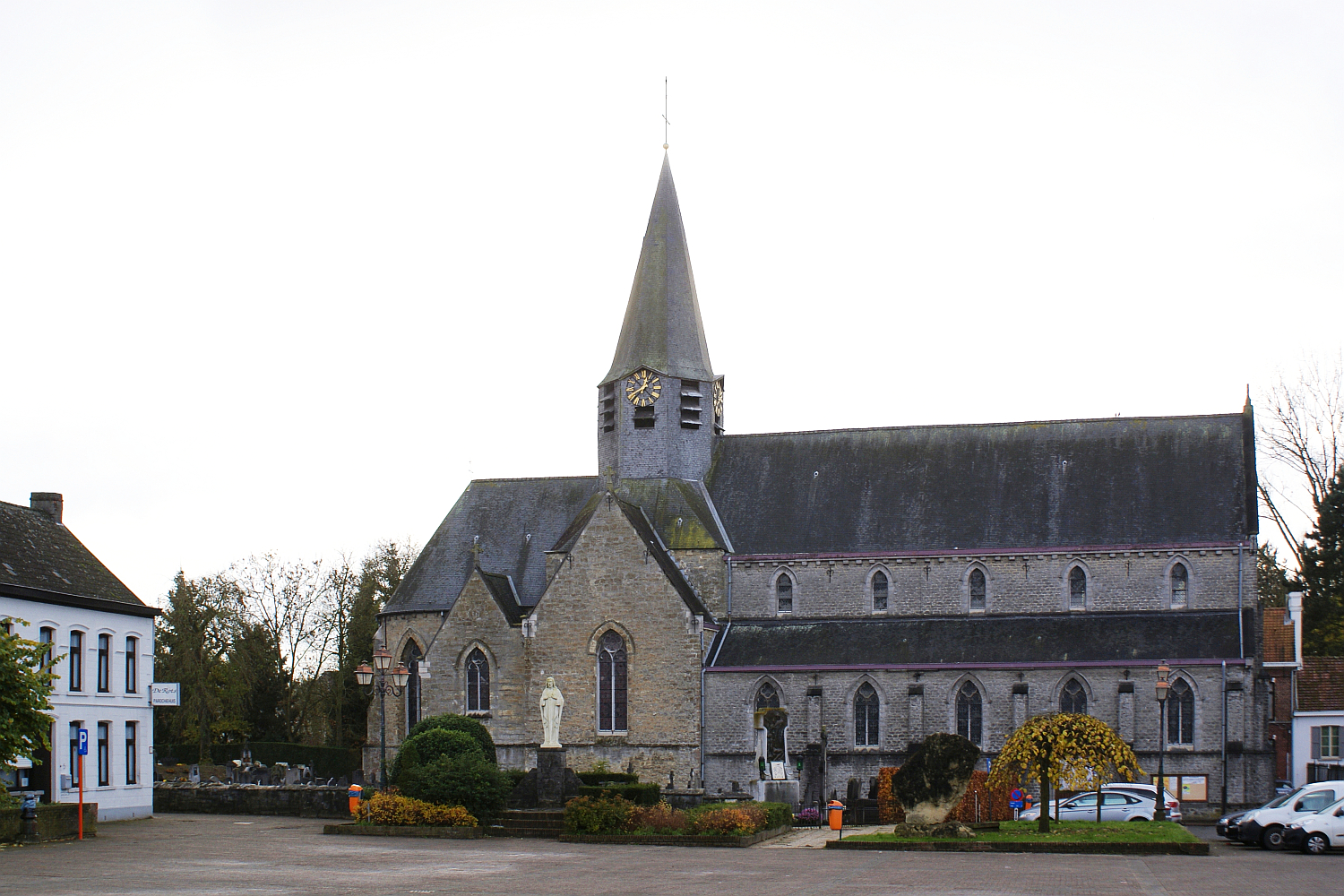
De middeleeuwse Sint-Christoffelkerk te Scheldewindeke, gezien vanop het Marktplein. De zijbeuken werden in 1877 toegevoegd door architect Auguste Van Assche.

In de linkerzijbeuk ziet men een gepolychromeerd houten beeld dat Sint-Christoffel voorstelt, en dat in 1663 gebeeldhouwd werd door de gentenaar Antoon Marchant. Er vlakbij staat een gepolychromeerd pleisterbeeld, dat Sint-Jozef voorstelt, vergezeld van het kind Jezus. Helemaal vooraan bemerkt men het altaar van de Heilige Maria in rococostijl. De altaartafel is vervaardigd uit wit marmer en heeft de vorm van een tombe versierd met bloemenslingers. De tafel heeft een opzet van zwart marmer in de vorm van een draperie met in het midden, boven, een medaillon dat de H. Ursula voorstelt. Voor deze opzet staat een beeld van de Heilige Maria.

### Rechterzijbeuk
Hier ziet men vooraan het altaar van Sint-Christoffel. Dit is de evenknie van het Sint-Maria-altaar in de linkerzijbeuk. Het medaillon echter, stelt hier de Heilige Petrus voor. Op de tafel is een beeld van Sint-Christoffel geplaatst. De beide zijaltaren, zowel dat van de linker- als de rechterzijbeuk, zijn afkomstig uit de oude abdij van Affligem, bij Aalst. Uit de kerkrekening van 1741-1745 blijkt dat « eene som van 9 pond 11 schellingen groote betaald werd voor 't schilderen van het autaerstuck van Sinte-Christoffel in dese kercke, met het doen maecken van eene « vaene ».
In de rechterzijbeuk treft men nog een gipsbeeld aan, dat het Heilig Hart van Christus verbeeldt.
Anno 1866 woede in Europa een choleraepidemie die vele mensenlevens eiste. In België stierven in dat jaar 43400 mensen aan deze ziekte waarvan 6307 in de provincie Oost-Vlaanderen. De parochianen van Scheldewindeke betuigden respect aan de Heilige Macharius van Gent († 1012), patroon tegen besmettelijke ziekten, die eertijds zelf aan de pest was overleden. Zodoende lieten zij een gepolychromeerd gipsbeeld met de beeltenis van deze heilige maken, dat opgesteld staat in de rechterzijbeuk, nabij de preekstoel. Op de sokkel leest men de volgende tekst: "Aen den h. Macharius dankgifte der inwooners van Scheldewindeke van den cholera bevryd in MDCCCLXVI".
De wanden van de zijbeuken zijn bekleed met een neogotische eiken lambrisering van 1903. De biechtstoelen dateren uit dezelfde periode.